# Alfons J. Weichenrieder
Alfons J. Weichenrieder (* 18. Februar 1964 in München) ist Professor für Finanzwissenschaft an der Johann Wolfgang Goethe-Universität in Frankfurt am Main. Seit 2010 ist er auch Gastprofessor am Doctoral Programm in International Business Taxation der Wirtschaftsuniversität Wien. Seine Hauptarbeitsgebiete liegen im Bereich der internationalen Unternehmensbesteuerung und der Fiskalstrukturen in Europa.

## Wissenschaftlicher Werdegang
Alfons J. Weichenrieder wurde 1995 mit einer Arbeit über „Besteuerung und Direktinvestition“ an der Ludwig-Maximilians-Universität München (LMU) promoviert und habilitierte sich 2001 dort zum Thema „Fiskalföderalismus und Europäische Integration“. Im Jahr 2002 wurde er zum Professor für Finanzwissenschaft an der Frankfurter Goethe-Universität berufen. Zuvor lehrte er an der LMU, der Universität Wien und der Princeton University.
Vom 1. Oktober 2009 bis zum Wintersemester 2011/2012 war er Dekan des Fachbereichs der Goethe-Universität.
Weichenrieder ist seit 2023 stellvertretender Vorsitzender des Wissenschaftlichen Beirat beim Bundesministerium der Finanzen. Daneben ist er Managing Editor des Journals FinanzArchiv, Editorial Advisor der Fachzeitschrift International Tax and Public Finance und Forscher am Leibniz-Institut SAFE. Er war Gründungsprogrammdirektor des Masterprogramms International Economics and Economic Policy.

## Buchveröffentlichungen
- Ökonomie, Moral und Geschichte: Eine themenorientierte Einführung 2. Auflage (2025), UTB.
- The Indirect Side of Direct Investment: Multinational Company Finance and Taxation (2010), mit Jack Mintz, MIT Press.
- Direktinvestition und Besteuerung (1995), Mohr Siebeck.